# Hillside, Angus
Hillside är en ort i Storbritannien.   Den ligger i kommunen Angus och riksdelen Skottland, i den norra delen av landet, 600 km norr om huvudstaden London. Hillside ligger 12 meter över havet och antalet invånare är 999.
Terrängen runt Hillside är huvudsakligen platt, men norrut är den kuperad. Havet är nära Hillside åt sydost.  Närmaste större samhälle är Montrose, 4,2 km sydost om Hillside. 